# Јелена Голубовић
Јелена Голубовић (Београд, 1. јул 1979) српска је позоришна редитељка и глумица. Победница је пете и седме сезоне ријалити-такмичења Фарма, док је друго место освојила у трећој сезони ријалити-такмичења Парови.

## Биографија
Јелена је рођена 1. јула 1979. године у Београду. Када је била мала, Јеленин отац је добио посао у главном граду Украјине, Кијеву, где је одрасла. Тамо је завршила средњу школу и Академију драмских уметности. Стекла је звање позоришног и филмског редитеља, а дипломирала је са представом 011. Још је режирала представе Гнев анђела, Чипкин дим и Галеб Џонатан Ливингстон.
Редитељка важи за конфликтну личност, а први у низу сукоба је имала са певачицом Весном Вукелић Венди у емисији Свет код водитељке Јелене Баћић Алимпић. Сукоб се наставио 12 година касније када су камере емисије Папарацо лова забележиле тучу између редитељке и певачице. Требале су заједно да снимају ријалити Одавно посвађане, али Јелена је одустала због лошег односа са људима из продукције. Са Венди је остварила добру сарадњу, али уместо предвиђена 3 месеца, шоу је трајао 10 дана.
Године 2013. је учествовала у ријалити-шоуу Фарма 5 и освојила је 50.000 евра.
Почетком 2015. године учествује у ријалити-шоуу Парови 3 где ју је напао певач Хасан Дудић. Касније исте године, улази у ријалити Парови 4 где ју је физички напала Слађана Петрушић. Овај пут је сама напустила овај ријалити, а Хепи ТВ је тужила. Јелена је изјавила да је то урадила због болова у лумбалном делу кичме. Крајем 2015. године је поново ушла у ријалити Фарма 6. Док наредне године улази у ријалити Фарма 7 где осваја прво место.
Године 2017. и 2018. ушла је у ријалити-шоу Задруга 1 и Задруга 2, где је кратко остала, након чега је изашла. Године 2019. ушла је у ријалити Парови 8, где је у два наврата изашла. Наредне године, 2020. постаје учесница ријалити-шоуа Парови 9.

## Позоришне представе
- Ширли Валентајн
- Галеб Џонатан Ливингсотн
- Гнев анђела
- Чипкин дим
- 011

## Ријалити учешћа
- Фарма 5 (2013)
- Парови 3 (2015)
- Малдиви 2 (2015)
- Парови 4 (2015)
- Фарма 6 (2015)
- Фарма 7 (2016)
- Задруга 1 (2017/18)
- Задруга 2 (2018/19)
- Парови 8 (2019/20)
- Парови 9 (2020/21)
- Задруга 6 (2022/23)
- Фарма 8 (2024)